# فانكسينس
فانكسينس (بالفرنسية: Vanxains)‏ هي بلدية تقع في فرنسا في Canton of Ribérac. يقدر عدد سكانها بـ 744 نسمة ومساحتها 35.89 كم2 وترتفع عن سطح البحر 110 متر.